# Gerard Lake, 1:e viscount Lake
Gerard Lake, från 1807 1:e viscount Lake född 27 juli 1744, död 20 februari 1808, var en brittisk militär.
Lake deltog i nordamerikanska frihetskriget och kriget mot Frankrike 1793, samt kuvades om befälhavare för de brittiska trupperna på Irland det iriska upproret 1798. 1801 sändes Lake till Indien, där han hade en betydande del i besegrandet av maraterna 1802-04- 1806-07 var han överbefälhavare över de brittiska trupperna i Indien.